# Geoffrey Simpson
Pour les articles homonymes, voir Simpson.
Geoffrey Simpson, né dans les années 1950 (date inconnue) à Adélaïde (Australie-Méridionale), est un directeur de la photographie australien, membre de l'ACS (en).

## Biographie
Diplômé de la London Film School, Geoffrey Simpson débute vers la fin années 1970 comme chef opérateur sur des courts métrages documentaires, avant de poursuivre à partir des années 1980 sur des longs métrages australiens, américains ou autres.
Parmi ses films notables, mentionnons Beignets de tomates vertes de Jon Avnet (1991, avec Kathy Bates et Jessica Tandy), Les Quatre Filles du docteur March de Gillian Armstrong (1994, avec Winona Ryder et Susan Sarandon), Vacances sur ordonnance de Wayne Wang (2006, avec Queen Latifah et Timothy Hutton) et Sleeping Beauty de Julia Leigh (2011, avec Emily Browning et Rachael Blake).
Parmi les nombreuses nominations et récompenses qui lui ont été attribuées au cours de sa carrière, dans la catégorie de la meilleure photographie, citons trois Australian Film Institute Awards gagnés (voir détails en rubrique « Distinctions » ci-après), dont un en 1998 pour Oscar et Lucinda de Gillian Armstrong (1997, avec Ralph Fiennes et Cate Blanchett).

## Filmographie partielle

### Directeur de la photographie
- 1988 : Le Navigateur : Une odyssée médiévale (The Navigator: A Medieval Odyssey) de Vincent Ward
- 1990 : Green Card de Peter Weir
- 1991 : Beignets de tomates vertes (Fried Green Tomatoes) de Jon Avnet
- 1992 : The Last Days of Chez Nous de Gillian Armstrong
- 1993 : Mr. Wonderful d'Anthony Minghella
- 1994 : À chacun sa guerre (The War) de Jon Avnet
- 1994 : Les Quatre Filles du docteur March (Little Women) de Gillian Armstrong
- 1996 : Shine de Scott Hicks
- 1996 : Some Mother's Son de Terry George
- 1997 : Oscar et Lucinda (Oscar and Lucinda) de Gillian Armstrong
- 1999 : Perpète (Life) de Ted Demme
- 2000 : Danse ta vie (Center Stage) de Nicholas Hytner
- 2001 : Glitter de Vondie Curtis-Hall
- 2003 : Gauguin de Mario Andreacchio
- 2003 : Sous le soleil de Toscane (Under the Tuscan Sun) d'Audrey Wells
- 2006 : Vacances sur ordonnance (Last Holiday) de Wayne Wang
- 2007 : Romulus, My Father de Richard Roxburgh
- 2011 : Sleeping Beauty de Julia Leigh
- 2012 : The Sessions de Ben Lewin
- 2014 : My Mistress de Stephen Lance
- 2015 : Monk Comes Down the Mountain ou The Master of Kung Fu de Chen Kaige
- 2017 : Cargo de Ben Howling et Yolanda Ramke
- 2017 : Please Stand By de Ben Lewin
- 2019 : Shanghai Fortress (Shang hai bao lei) de Teng Huatao

### Autres fonctions
- 1975 : Pique-nique à Hanging Rock (Picnic at Hanging Rock) de Peter Weir (électricien)
- 1981 : Le Survivant d'un monde parallèle (The Survivor) de David Hemmings (prises de vues additionnelles)
- 1981 : Mad Max 2 : Le Défi (Mad Max 2) de George Miller (chef opérateur de seconde équipe)

## Distinctions (sélection)

### Nominations
- 2012 : Nomination à l'Australian Academy of Cinema and Television Arts Award de la meilleure photographie, pour Sleeping Beauty.

### Récompenses
- Trois Australian Film Institute Awards de la meilleure photographie gagnés :
  - En 1988, pour Le Navigateur : Une odyssée médiévale ;
  - En 1996, pour Shine ;
  - Et en 1998, pour Oscar et Lucinda.